# 알타이 제어
알타이 제어(영어: Altaic languages) 또는 알타이어족은 우랄산맥 이동의 중앙아시아, 시베리아 지역의 언어들을 포함하는 언어동조대이자 가설적 어족으로,:73 19세기부터 시작한 긴 시간의 언어학적 연구사료가 남아있는 유명한 학설 가운데 하나이다. 이 어족은 아시아 중앙에 있는 알타이산맥의 이름을 따서 명명되었는데, 알타이어족 가설은 비록 소수의 학자들에 의해 안정적인 학술적 지지를 받고 있지만 대부분의 비교언어학자들은 이를 오랫동안 거부하고 있다.
18세기에 처음 제안된 알타이어족은 1960년대까지 널리 받아들여졌고 여전히 많은 백과사전과 서적에 실려 있지만, 1950년대 이후 이 가설에 포함되는 것으로 추정되는 동족어가 유효하지 않은 것으로 판명되고 가설적인 음의 이동이 발견되지 않고 튀르크어족과 몽골어족이 수세기에 걸쳐 분기되기보다는 수렴되는 것으로 밝혀지면서 많은 비교언어학자들이 이 가설을 거부하고 있으며, 해당 가설 안에 포함되는 어족 간 유사성은 관련 어족 간의 상호 언어적 영향 때문이라고 추정하고 있다. 오늘날 알타이 제어 지지자들은 가설에 포함되는 어족 간에 많은 유사성이 언어 접촉 및 수렴의 결과임을 인정하고 있지만, 그럼에도 불구하고 그들은 여전히 이들이 공통 조상으로 거슬러 올라간다고 주장하고 있다.
알타이어족은 퉁구스어족·몽골어족·튀르크어족으로 구성되며 학자에 따라 한국어족과 일본어족을 포함시키기도 한다. 특히 구스타브 욘 람스테트와 예프게니 폴리바노프, 로이 앤드류 밀러, 마르티너 로베이츠 등이 알타이어족에 한국어군이나 일본어파를 포함시키고 있다. 이 어족의 공통 조상인 알타이 조어는 세르게이 스타로스틴과 다른 사람들에 의해 잠정적으로 재구성되었다. 한편 아이누어를 포함하는 관점도 있는데, 이러한 주장 중의 하나로 조지프 그린버그의 유라시아어족 가설이 있지만 이것은 알타이어족 지지자들에게도 널리 받아들여지지 않고 있다.

## 알타이어족의 역사
퉁구스어족·몽골어족·투르크어족·한국어의 언어 사이의 연관성에 대한 언급은 러시아 동부를 여행했던 스웨덴의 군장교 필립 요한 폰 슈트랄렌베르크가 1730년 쓴 책에서 처음 한 것으로 알려져 있다. 니콜라스 포페는 이를 “일부 알타이어족에 속하는 많은 언어들을 분류하려고 했던 최초의 시도”라고 평했다.
‘알타이’라는 말이 처음 붙은 것은 1844년으로, 우랄어족을 주로 연구했던 핀란드의 문헌학자 마티아스 카스트렌에 의해서였다. 카스트렌의 알타이어족은 핀우그리아어와 사모예드어까지 포함하고 있었는데, 오늘날엔 두 언어군이 우랄어족에 속하므로, 카스트렌이 제안한 알타이어족은 지금의 우랄알타이어족에 해당한다.
퉁구스어·몽골어·튀르크어로 이루어진 알타이어족에는 다른 언어가 포함되기도 한다. 한국어가 알타이어라고 주장을 한 사람으로는 유명 언어학자인 구스타프 욘 람스테트와 예프게니 폴리바노프가 있다. 로이 앤드류 밀러는 한국어와 일본어를 알타이어족으로 포함시켜야 한다고 주장했다.
마르티너 로베이츠는 (한국어족과 일본어족을 포함한) 알타이 제어를 '트랜스유라시아어족' (Transeurasian languages)라 칭하며 그 중 한국어족과 일본어족을 제외한 몽골어족, 튀르크어족, 퉁구스어족을 아울러 '알타이어파'(Altaic languages)라 칭한다.

## 주장

### 공통적 특징
알타이 제어에 속하는 언어는 일반적으로 다음 특징을 공유하고 있다.
- 교착어이다.
- 모음조화가 있다. 또는 과거에 있었다.
- SOV 어순, 즉 주어-목적어-동사의 어순을 가진다.
- 두음법칙이 있어 어두에 특정 자음이 쓰이지 않는다. 유음 /r/, /l/로 시작되는 단어가 없었던 것으로 알려져 있다.
- 부동사(副動詞, converb)가 있다.
- 모음교체, 자음교체가 없다.
- 문법적 성(gender)이 없다.
- 대개 유기음이 없었다.

### 재구
알타이어족의 대표적인 지지자인 세르게이 스타로스틴 등이 2003년 출판한 《알타이어족 어원 사전》에서는 약 2,800개의 동원 어휘를 제시하고 있으며, 단순 차용어를 최대한 배제하면서 상세한 조어 재구를 시도하고 있다. 스타로스틴은 앞서 1991년 논문에서 알타이어족의 조어가 매우 오래 전으로 소급하기 때문에 오늘날에는 각 하위 어족이 스와데시-야혼토프 목록 중 15–20%의 어휘만을 공유하고 있다고 주장했다. 알타이 어원 사전에서는 '눈', '귀', '목', '뼈', '피', '물', '돌', '해', '둘' 등의 기초 어휘를 공통 어원으로 제시하였다.
마르티너 로베이츠(M. Robbeets)와 R. Bouckaert (2018)는 베이즈 추론 기법을 사용하여 협의의 알타이 제어(튀르크어족, 몽골어족, 퉁구스어족)와 일본어-한국어를 양대 분파로 구분하고, 둘을 함께 "트랜스유라시아어족"(Transeurasian)으로 분류하고 있다. 로베이츠 (2020)는 트랜스유라시아어족의 초기 화자 집단이 본래 만주 북서부 지역의 농경민이었고 유목 생활상은 나중에 획득하게 된 것이라고 주장하며, 농경에 관한 어휘들의 공통 조어형을 재구하여 근거로 제시하고 있다. 이는 알타이어족이 기원전 4천년 경의 중앙아시아의 유목민 집단에서 유래했을 것이라는 기존의 가설을 뒤집은 것이다.

## 같이 보기
- 우랄알타이어족
- 범투란주의
- 튀르크몽골 전통
- 흉노
- 한국어와 일본어의 비교

## 참고 및 관련 문헌
- Poppe, Nicholas. 1965. Introduction to Altaic Linguistics. Ural-altaische Bibliothek 14. Wiesbaden: Otto Harrassowitz.
- Poppe, Nicholas. 1976. Review of Karl H. Menges, Altajische Studien II. Japanisch und Altajisch (1975). In The Journal of Japanese Studies 2.2, 470–474.
- Starostin, Sergei A., Anna V. Dybo, and Oleg A. Mudrak. 2003. Etymological Dictionary of the Altaic Languages, 3 volumes. Leiden: Brill Academic Publishers. ISBN 90-04-13153-1.